# Wilesco

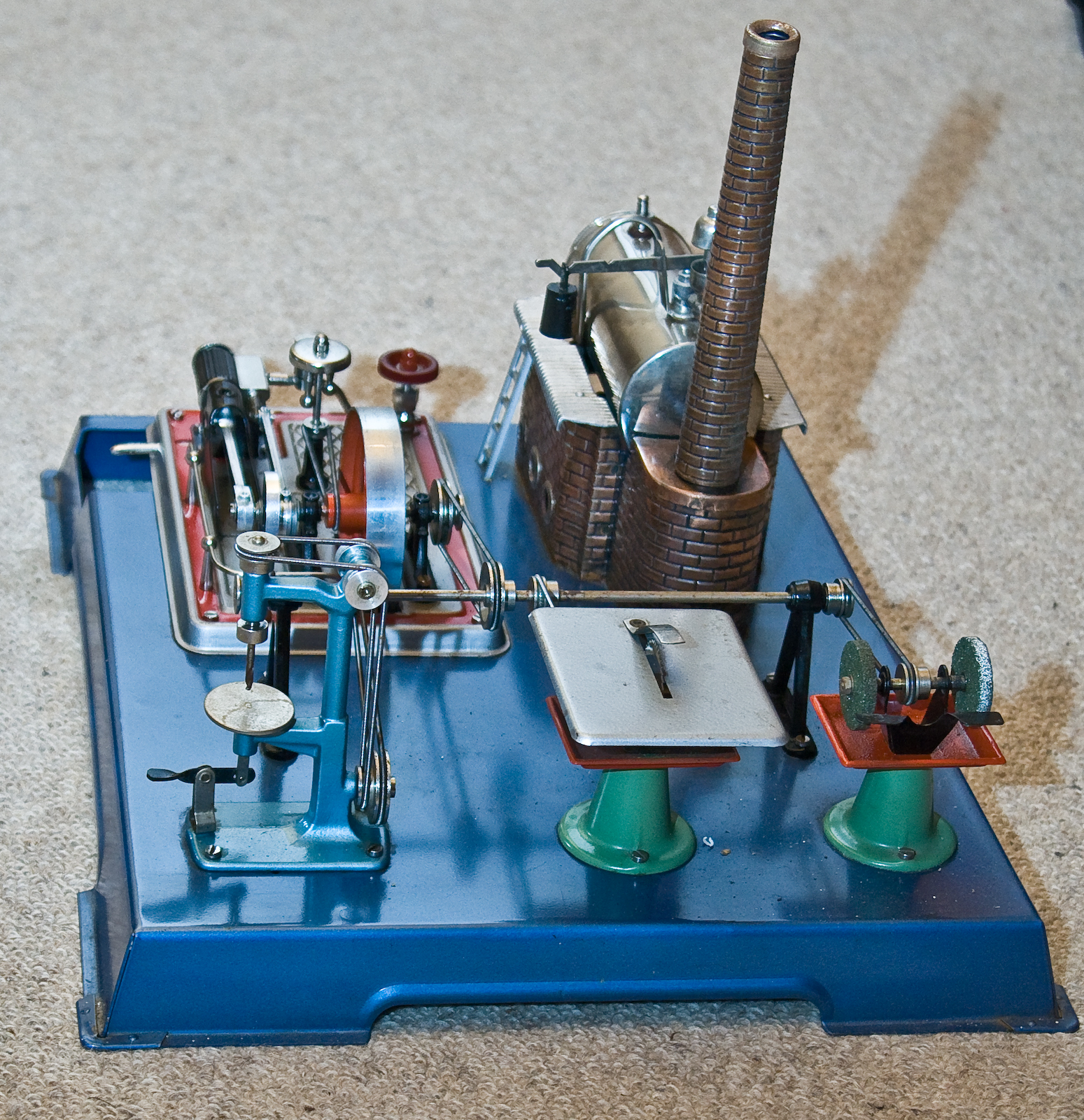
蒸気機関の模型 Wilesco D161

Wilesco（ヴィレスコ）は、1912年創業でドイツのルーデンシャイト (Lüdenscheid) にある世界最大級の模型蒸気機関メーカー Wilhelm Schröder GmbH & Co.（ヴィルヘルム・シュレーダー）の略称であり、ブランドである。

## 歴史
Wilesco は1912年 Wilhelm Schröder GmbH & Co. Metallwarenfabrik Lüdenscheid（ヴィルヘルム・シュレーダー金属製造工場）として Wilhelm Schröder と Ernst Wortmann によって設立された。第一次世界大戦を経てアルミ製品を生産していた。
1920年代初頭より玩具や人形の生活道具の生産に進出した。1950年に模型蒸気機関と付属品類の生産に進出した。1966年には有名な蒸気ローラーである「オールド・スモーキー」を発売した。これは現在も生産されている。今日、Wilescoは世界最大の蒸気玩具生産社である。Wilescoの商標は Wilhelm Schröder GmbH & Co.に由来する。

## 製品
- 複数の定置式蒸気機関、蒸気タービン
- のこぎりやドリル、鍛錬ハンマー、発電機等の蒸気機関で駆動される付属品
- 蒸気機関車、蒸気船 "African-Queen"
- 蒸気式消防車、いくつかの蒸気ローラー
- ブリキ玩具

## 関連
- Mamod
- ライブスチーム
- モデル・エンジニアリング